# IPad Mini 2
iPad Mini 2 (раніше продавався під назвою iPad mini with Retina display, офіційно iPad mini 2 with Retina display) — планшетний комп'ютер, що був розроблений, вироблявся та постачався компанією Apple Inc. Він має майже ідентичний до свого попередника iPad Mini першого покоління дизайн, але має внутрішні зміни, такі як система на чипі A7 та екран Retina Display з роздільною здатністю 2048 x 1536. Всередині iPad Mini другого покоління має майже ті самі характеристики, що й iPad Air (1-го покоління). 12 листопада 2013 року Apple випустила iPad Mini другого покоління у космічному сірому та сріблястому кольорах.

## Історія
iPad Mini другого покоління було анонсовано під час презентації Apple в Центрі мистецтв Йерба Буена 22 жовтня 2013 року. Тема презентації була анонсована як «Нам ще багато чого потрібно висвітлити». iPad mini 2 був випущений 23 жовтня 2013 року у сріблястому та космічному сірому кольорах. Спочатку він був випущений на базі iOS 7.0.3, але моделі Wi-Fi + Cellular спочатку були випущені на базі iOS 7.0. Чутки про випуск iPad mini 2 на базі iOS 6 були дуже поширені у мережі; однак, на презентації було представлено, що він підтримує iOS 7. 21 березня 2017 року Apple припинила продажі iPad mini 2, але продовжував підтримувати основні версії операційної системи. iOS 12 — останній великий випуск операційної системи, яку підтримує iPad mini 2. Apple підтвердила, що система на чипі A7, яка використовується в iPad mini 2, недостатньо потужний для роботи з iPadOS 13 або новішою. Єдині моделями в лінійці iPad mini, які підтримують новіші версії iOS, станом на 18 січня 2022 року, були iPad mini (4-го покоління), iPad mini (5-го покоління) та iPad Mini (6-го покоління). Останньою версією, яку підтримує iPad mini 2, була iOS 12.5.5, випущена 23 вересня 2021 року.

## Особливості

### Програмне забезпечення
iPad Mini другого покоління був випущений з операційною системою iOS 7, яка була представлена трохи раніше, ніж iPad, 18 вересня 2013 року. Головний дизайнер Apple, Джоні Айв, описав оновлення нових елементів iOS 7 як «наведення порядку у складності», виділивши такі функції, як вишукана типографіка, нові іконки, напівпрозорість, шари, фізика та паралакс, керований гіроскопом, як деякі з основних змін дизайну. Дизайн iOS 7 і OS X Mavericks (версія 10.9) помітно відійшов від попередніх скевоморфічних елементів дизайну, таких як зелений фетр в Game Center, дерево в Newsstand і шкіра у Календарі, на користь плаского, барвистого дизайну.
iPad mini може працювати як точка доступу з деякими операторами, надаючи доступ до Інтернету через Wi-Fi, Bluetooth або USB, а також дозволяє отримати доступ до Apple App Store, платформи цифрового розповсюдження програм для iOS. Сервіс дозволяє користувачам переглядати та завантажувати програми з iTunes Store, розроблені за допомогою Xcode та iOS SDK та опубліковані Apple. Із App Store доступні програми GarageBand, iMovie, iPhoto та iWork (Pages, Keynote і Numbers).
iPad Mini другого покоління постачається з кількома попередньо встановленими програмами, зокрема Siri, Safari, Пошта, Фотографії, Відео, Музика, iTunes, App Store, Карти, Нотатки, Календар, Game Center, Photo Booth і Контакти. Як і всі iOS-пристрої, iPad може синхронізувати вміст та інші дані з комп'ютером Mac або ПК за допомогою iTunes, хоча в iOS 5 і новіших версіях можна керувати резервними копіями та створювати їх без комп'ютера. Хоча планшет не призначений для здійснення телефонних дзвінків через стільникову мережу, користувачі можуть використовувати гарнітуру або вбудований динамік і мікрофон для здійснення телефонних дзвінків через Wi-Fi або стільникову мережу за допомогою програм VoIP, наприклад Skype. Пристрій має програму для диктування, яка використовує ту ж технологію розпізнавання голосу, що й iPhone 4S. Це дозволяє користувачам говорити, а iPad вводить те, що вони говорять, хоча iPad для цього повинен мати доступ до Інтернету (через Wi-Fi або стільникову мережу), оскільки ця функція покладається на сервери Apple для розпізнавання мови.
iPad Mini другого покоління має додаткову програму iBooks, яка відображає книги та інший вміст у форматі ePub, завантажений з iBookstore. Кілька великих книжкових видавництв, включаючи Penguin Books, HarperCollins, Simon & Schuster і Macmillan, взяли на себе зобов'язання видавати книги, що будуть підтримуватися пристроєм. Незважаючи на те, що iPad Mini другого покоління є прямим конкурентом як Amazon Kindle, так і Barnes & Noble Nook, Amazon.com і Barnes & Noble пропонують програми для електронного читання на iPad.
iPad mini 2 підтримував 6 основних версій iOS — iOS 7, iOS 8, iOS 9, iOS 10, iOS 11 та iOS 12. iPad mini 2 був першим iPad mini, який підтримував 6 основних версій iOS і отримав повну підтримку для них усіх. Це також перший 64-розрядний iPad mini (оригінальний iPad mini був останнім 32-розрядним iPad).
iPad mini 2 не підтримував оновлення, що виходили після iOS 12 через апаратні обмеження його чипа A7.

### Дизайн

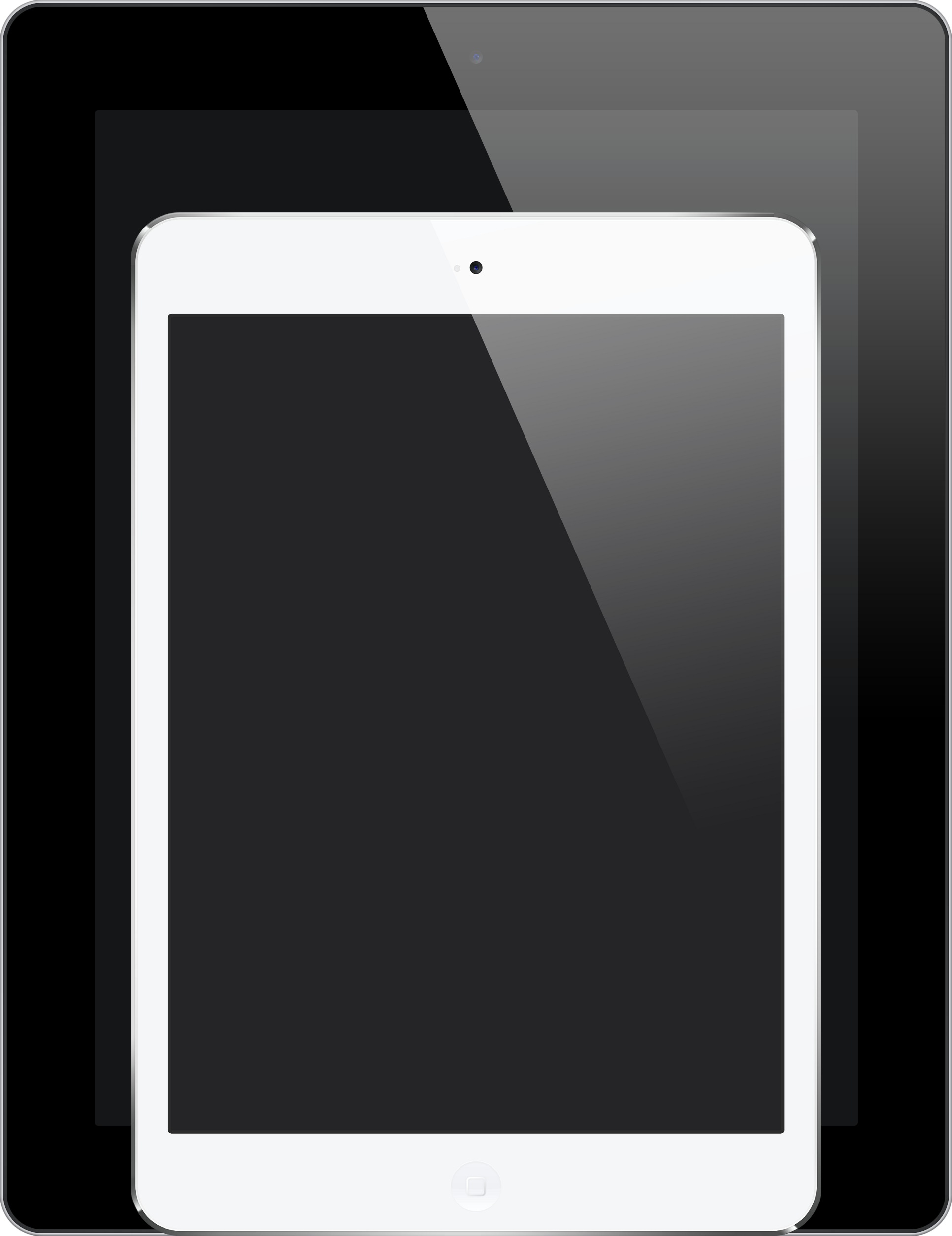
Порівняння розмірів між iPad mini першого/другого покоління та повнорозмірним iPad другого/третього/четвертого покоління.

iPad Mini другого покоління в основному має такий же дизайн, як і перший iPad Mini. Однією з помітних змін є дисплей Retina, що відповідає роздільній здатності екрана повнорозмірних моделей iPad з дисплеєм Retina. Задня панель iPad Mini першого покоління в сланцевому кольорі була знята з виробництва на користь чорного кольору «космічний сірий», а моделі сріблястого кольору залишилися без змін.

### Апаратне забезпечення
Хоча iPad Mini другого покоління успадкував апаратні компоненти iPhone 5S, такі як його 64-бітна система на чипі Apple A7 і процесор руху Apple M7, він використовує ту саму кнопку «Додому», що і його попередник, і тому не підтримує сканер відбитків пальців Touch ID. Він також має 5-мегапіксельну задню камеру, 1,2-мегапіксельну фронтальну камеру FaceTime HD, підтримку мережі Wi-Fi 802.11n і приблизно 10 годин автономної роботи.
Як і у всіх попередніх поколіннях iPad, на iPad Mini другого покоління є чотири кнопки та один перемикач. Коли пристрій у портретній орієнтації, це: кнопка «Додому» на лицьовій стороні пристрою під дисплеєм, яка повертає користувача на головний екран, кнопка «Пробудження/сон» у верхньому краю пристрою, і дві кнопки у верхній правій частині пристрою, які виконують функції «збільшення/зменшення гучності», під якими знаходиться перемикач, функція якого змінюється відповідно до налаштувань пристрою, функціонуючи або для переведення пристрою в беззвучний режим або виходу з нього, або для блокування/розблокування зміни орієнтації екрана. Крім того, версія лише із Wi-Fi важить 331 грам, а модель із функцією стільникового зв'язку важить 341 грам, що трохи більше, ніж у відповідних попередників. Дисплей реагує на різні датчики: датчик зовнішнього освітлення для регулювання яскравості екрана і 3-осьовий акселерометр для визначення орієнтації та перемикання між портретним і альбомним режимами. На відміну від вбудованих програм iPhone та iPod Touch, які працюють у трьох орієнтаціях (книжкова, альбомна — ліворуч та альбомна — праворуч), вбудовані програми iPad підтримують поворот екрану у всіх чотирьох орієнтаціях, у тому числі догори дриґом. Таким чином, пристрій не має внутрішньої «рідної» орієнтації; змінюється лише взаємне розташування кнопки «Додому».
Відтворення аудіо на iPad Mini другого покоління відбувається за допомогою стереосистеми з двома динаміками, розташованими по обидва боки від роз'єму Lightning.
iPad Mini другого покоління доступний з 16, 32, 64 або 128 ГБ внутрішньої флешпам'яті без можливості розширення. Apple продає «комплект для підключення камери» зі зчитувачем SD-карт, але його можна використовувати лише для передачі фотографій та відео.
Усі моделі iPad Mini другого покоління можуть підключатися до бездротової локальної мережі та мають дводіапазонну підтримку Wi-Fi. Планшет також виробляється у двох комплектаціях — з можливістю зв'язку через стільникову мережу або без неї. Модель iPad Mini другого покоління (а також iPad Air) із підтримкою стільникового зв'язку поставляється в двох варіантах, обидва з яких підтримують нано-SIM, чотиридіапазонний GSM, п'ятидіапазонний UMTS і дводіапазонний CDMA EV-DO Rev. A and B. Крім того, один варіант також підтримує діапазони LTE 1, 2, 3, 4, 5, 7, 8, 13, 17, 18, 19, 20, 25 і 26, тоді як інший варіант підтримує діапазони LTE 1, 2, 3, 5, 7, 8, 18, 19, 20 і діапазони TD-LTE 38, 39 і 40. Здатність Apple обробляти багато різних діапазонів на одному пристрої дозволила їй вперше запропонувати єдиний варіант iPad, який підтримує всі діапазони стільниковового зв'язку і технології, які були розгорнуті всіма основними північноамериканськими провайдерами бездротового зв'язку на момент представлення пристрою.

## Оцінки

### Критичні відгуки
У огляді для TechRadar, Гарет Бівіс дав iPad Mini другого покоління оцінку 4,5 з 5. Бівіс високо оцінив продуктивність дисплея Retina і чипа A7 і стверджував, що його «дизайн все ще є найкращим у категорії планшетів». Однак він розкритикував підвищення цін. Ананд Лал Шімпі, на своєму вебсайті AnandTech, дав високу оцінку дизайну та підвищенню швидкості iPad Mini другого покоління, але нарікав на обмежену палітру кольорів, зазначивши: «… прикро, що це компроміс, який існує між двома iPad, особливо з огляду на те, наскільки добре Apple має покриття sRGB майже на всіх інших своїх дисплеях». Незважаючи на певну критику, як-от якість камери, Джеффрі Ван Кемп з Digital Trends дав iPad Mini другого покоління оцінку 4,5 з 5. Він напписав: «iPad Mini 2 — наш улюблений планшет 2013 року. Потужний 64-розрядний процесор A7 та екран Retina з високою роздільною здатністю завершують роботу, яку Apple розпочала з першим iPad Mini».

## Хоронологія
| Хронологія моделей iPad                     |
| ------------------------------------------- |
| Див. також: Хронологія продуктів Apple Inc. |

Джерело: Apple Newsroom Archive.

## Виноски
1. 1 2  1 ГБ = 1 мільярд байт